# Kanał Ósmego Stopnia
Kanał Ósmego Stopnia (także Maliku Kandu) – kanał morski oddzielający Minicoy (Lakszadiwy) od Malediwów.
Liczy około 114 km szerokości.